# Mânzați
Mânzați – wieś w Rumunii, w okręgu Vaslui, w gminie Ibănești. W 2011 roku liczyła 680 mieszkańców.